# مرقد شهرضا
مرقد شهرضا هو مرقد شيعي من أيام الدولة الصفوية، يقع في شهرضا.